# Kovách Nándor
Kovách Nándor, Kovács Pál Ferdinánd (Pozsony, 1822. szeptember 29. – Budapest, 1894. március 30.) magyar királyi állami könyvnyomtatói ellenőr, középiskolai tanár. Kovách Aladár sebész édesapja.

## Élete
Papi pályára lépett és részt vett az 1848-49. szabadságharcban; mint gimnáziumi tanár működött Egerben, Pécsett és Székesfehérvárt; majd megvált az egyházi rendtől és az 1860-as években állami szolgálatba lépett. Amikor nyugalomba vonult, utolsó éveiben a Magyar Nemzeti Múzeum levéltári osztályában volt alkalmazva.
A hírlapokban és folyóiratokban is írt több cikket, így a Pesti Naplóba (1863. 178. c. könyvismertetést).

## Munkái
- Phaedri Augusti liberti fabularum Aesopiarum libri V. et Appendices fabularum III. ex MS. Divionenti, Rimicio, Romulo et codice Perottino vestigiis Burmanni et Billerbeckii. Curante ... Pestini, 1865
- Latin olvasókönyv protestáns növendékek számára. Uo. 1868
- Betürendes Névmuttató Wenzel Gusztáv Árpádkori uj okmánytárához. Bpest, 1889 (55 ív)

A Történelmi tár Név- és Tárgymutatóját is ő készítette.